# 波达革
波达革（英語：Podarge）。古希腊神话人物之一。由于不同的形式属性而具有多种相关的表达意义。包括鹰身女妖之一和彩虹女神的别称以及特洛伊国王普里阿摩斯之原名等释义。